# Садовнический переулок
Садо́внический переу́лок (ранее — Зве́рев переу́лок) — переулок в Центральном административном округе города Москвы. Проходит от Садовнической улицы до Садовнической набережной, выходит на Зверев мост через Водоотводный канал.

## Происхождение названия
Зверев переулок — по имени местных домовладельцев Зверевых. Садовнический переулок — от Садовнической улицы.

## История
Переулок показан на плане Мичурина 1739 года; возник предположительно как продолжение Пупышинского (Пупышёва, Пыпушинского) переулка, в котором стоял храм Николая Чудотворца на Пупышах (снесён, на его месте — дом N 40/42 по Космодамианской набережной).
В XIX веке квартал между переулком и Нижней Краснохолмской улицей был застроен двух-трёхэтажными зданиями фабрики, известной в XX веке как «Краснохолмский камвольный комбинат». В 1930 годах выстроен Зверев мост. В середине 1990-х гг. комбинат был выведен за черту города и начата «реконструкция» территории под офисы.
В июне-июле 2007 были снесены последние здания бывшего камвольного комбината, выходившие на Садовнический переулок и Садовническую набережную. В апреле — июле 2007 снесены двухэтажные (некогда жилые) здания XIX века в том же квартале, выходившие на Садовническую улицу (Фотография сноса, 29 апреля 2007).
Жилой квартал к западу от переулка (Садовническая улица, 78 и 80), образованный доходными домами 1890-х гг. постройки, был выселен в 2003—2004 после продолжительной и безуспешной борьбы жителей за сохранение дома. «Реконструкция» до конца 2007 года так и не началась; квартал стихийно заселён лицами без определённого места жительства и регулярно горит. Таким образом, в Садовническом переулке остался единственный «живой» дом — N 82, строение 1 на углу Садовнической улицы.
Из-за обрушения соседнего дома номер 71/80 по Садовнической набережной пустующие здания, являвшиеся одними из последних объектов исторической застройки конца 19-го - начала 20-го века в этом районе и отличавшиеся интересными интерьерами лестничных клеток с штукатурным орнаментом, коваными решетками и перилами лестниц, были снесены в июне 2009 г.

## Транспорт
- Электробус 538 от Павелецкого вокзала, остановка «Садовнический переулок»